# Mary Twala
Mary Twala là một nữ diễn viên kỳ cựu Nam Phi. Vào năm 2011, Năm 2011, bà được đề cử Giải thưởng Học viện Điện ảnh Châu Phi
cho nữ diễn viên phụ xuất sắc nhất.

## Sự nghiệp
Twala ấn tượng trong một số sản phẩm địa phương tại Nam Phi. Bà là một khách mời trong mùa đầu tiên của loạt chương trình truyền hình Generations. Năm 2007, bà đóng vai chính trong bộ phim truyền hình địa phương Ubizo: The Calling. Năm 2010, bà đóng vai phụ trong bộ phim Hopeville, bộ phim đã giành được nhiều giải thưởng trong một số lễ hội và lễ trao giải. Trong bộ phim Twala đóng vai "Ma Dolly", đã giành được đề cử nữ diễn viên phụ xuất sắc nhất tại Giải thưởng Học viện Điện ảnh Châu Phi lần thứ 6. Sau khi trải qua một thủ tục y tế khiến bà không thể đóng phim trong vài tháng, Twala đã trở lại trong bộ phim Vaya năm 2015. Vào năm 2016, bà là thành viên của dàn diễn viên trong bộ phim Comatose, một bộ phim có các tác phẩm hàng đầu trên khắp Châu Phi bao gồm Bimbo Akintola và Hakeem Kae-Kazim. Quan điểm chính của bộ phim  là biện minh cho việc mất đi một người thân yêu, đó là một sự vô ý thức. Năm 2017, bà đóng vai chính trong bộ phim thể thao, Beyond the River. Vào tháng 10 cùng năm, Twala được giới thiệu trong một bộ phim truyền hình mới trên Mzanzi Magic có tựa đề The Imposter.

### Sự nghiệp diễn xuất
- Life, Above All
- Beat the Drum
- Leading Lady (Film)
- Ghost Son
- Mapantsula (1988)
- Sarafina! (film)(1992)
- Hopeville
- State of Violence (2010)